# Akram Saad Yousri
Akram Saad Yousri (22 de noviembre de 1994) es un jugador de balonmano egipcio que juega de extremo derecho en el Zamalek SC. Es internacional con la selección de balonmano de Egipto.
Su primer gran campeonato con la selección fue el Campeonato Mundial de Balonmano Masculino de 2019.

## Palmarés internacional
| Campeonato Africano  | Campeonato Africano | Campeonato Africano | Campeonato Africano |
| Año                  | Lugar               | Medalla             |                     |
| -------------------- | ------------------- | ------------------- | ------------------- |
| 2022                 | Egipto              | Medalla de oro      |                     |
| 2024                 | Egipto              | Medalla de oro      |                     |
| Juegos Mediterráneos |                     |                     |                     |
| Año                  | Lugar               | Medalla             |                     |
| 2022                 | Orán                | Medalla de plata    |                     |

## Clubes
| Club          | País   | Año         |
| ------------- | ------ | ----------- |
| Heliopolis HT | Egipto | 2013 - 2017 |
| Zamalek SC    | Egipto | 2017 - Act. |